# Петер Йоппіх
Петер Йоппіх   (нім. Peter Joppich, 21 грудня 1982) — німецький фехтувальник, олімпійський медаліст.

## Виступи на Олімпіадах
| Олімпіада   | Дисципліна       | Місце |
| ----------- | ---------------- | ----- |
| Афіни 2004  | рапіра, особисті | 6     |
| Афіни 2004  | рапіра, командні | 6     |
| Пекін 2008  | рапіра, особисті | 5     |
| Лондон 2012 | рапіра, особисті | =9    |
| Лондон 2012 | рапіра, командні | 3     |
| Ріо 2016    | рапіра, особисті | =9    |

## Зовнішні посилання
- Досьє на sport.references.com [Архівовано 4 січня 2013 у Archive.is]